# Segona divisió espanyola de futbol 1944-1945
Resum de l'activitat de la temporada 1944-1945 de la Segona divisió espanyola de futbol.

## Clubs participants
| Club                         | Ciutat               | Estadi           |
| ---------------------------- | -------------------- | ---------------- |
| CE Alcoià                    | Alcoi                | El Collao        |
| Club Barakaldo               | Barakaldo            | Lasesarre        |
| Real Betis Balompié          | Sevilla              | Heliópolis       |
| RC Celta de Vigo             | Vigo                 | Balaídos         |
| SD Ceuta                     | Ceuta                | Campo de Deporte |
| CE Constància                | Inca                 | Camp d'Es Cos    |
| Cultural y Deportiva Leonesa | Lleó                 | La Corredera     |
| Club Ferrol                  | Ferrol               | Inferniño        |
| Hèrcules CF                  | Alacant              | La Viña          |
| Jerez FC                     | Jerez de la Frontera | Domecq           |
| CD Mallorca                  | Palma                | Buenos Aires     |
| Reial Societat               | Sant Sebastià        | Atotxa           |
| Real Santander SD            | Santander            | El Sardinero     |
| Zaragoza FC                  | Saragossa            | Torrero          |

## Classificació
| Pos | Equip                | PJ | PG | PE | PP | GF | GC | DG  | Pts | Promoció, classificació o descens |
| --- | -------------------- | -- | -- | -- | -- | -- | -- | --- | --- | --------------------------------- |
| 1   | Alcoià (C, P)        | 26 | 13 | 8  | 5  | 57 | 35 | +22 | 34  | Ascens a Primera Divisió          |
| 2   | Hèrcules (P)         | 26 | 15 | 3  | 8  | 55 | 39 | +16 | 33  | Ascens a Primera Divisió          |
| 3   | Celta Vigo (O, P)    | 26 | 14 | 4  | 8  | 65 | 40 | +25 | 32  | Promoció d'ascens                 |
| 4   | Reial Societat       | 26 | 12 | 7  | 7  | 56 | 34 | +22 | 31  |                                   |
| 5   | Jerez                | 26 | 11 | 7  | 8  | 52 | 50 | +2  | 29  |                                   |
| 6   | Real Santander       | 26 | 11 | 4  | 11 | 69 | 57 | +12 | 26  |                                   |
| 7   | Zaragoza             | 26 | 12 | 2  | 12 | 50 | 53 | −3  | 26  |                                   |
| 8   | Real Betis           | 26 | 11 | 4  | 11 | 45 | 47 | −2  | 26  |                                   |
| 9   | Ceuta                | 26 | 10 | 4  | 12 | 40 | 49 | −9  | 24  |                                   |
| 10  | Ferrol               | 26 | 10 | 4  | 12 | 44 | 68 | −24 | 24  |                                   |
| 11  | Mallorca             | 26 | 9  | 4  | 13 | 44 | 55 | −11 | 22  |                                   |
| 12  | Constància (R)       | 26 | 9  | 4  | 13 | 42 | 53 | −11 | 22  | Promoció de descens               |
| 13  | Cultural Leonesa (R) | 26 | 10 | 2  | 14 | 41 | 49 | −8  | 22  | Descens a Tercera Divisió         |
| 14  | Barakaldo (R)        | 26 | 5  | 3  | 18 | 31 | 62 | −31 | 13  | Descens a Tercera Divisió         |

## Resultats
| Casa \ Fora      | ALC | BAR | CEL | CEU | CON | LEO | HER | MAL | RFE | RAC | BET | RSO | XER | ZAR |
| ---------------- | --- | --- | --- | --- | --- | --- | --- | --- | --- | --- | --- | --- | --- | --- |
| Alcoià           | —   | 2–0 | 1–0 | 7–0 | 3–1 | 0–0 | 2–2 | 1–1 | 4–1 | 6–1 | 2–2 | 2–1 | 1–1 | 4–1 |
| Barakaldo        | 0–1 | —   | 3–3 | 0–1 | 0–2 | 2–0 | 1–3 | 4–2 | 2–1 | 0–3 | 3–1 | 2–2 | 2–2 | 3–1 |
| Celta Vigo       | 2–2 | 7–2 | —   | 4–2 | 4–0 | 3–0 | 5–0 | 4–0 | 4–2 | 2–1 | 4–0 | 1–1 | 6–1 | 3–1 |
| Ceuta            | 2–3 | 3–0 | 2–1 | —   | 2–1 | 0–3 | 4–2 | 5–1 | 2–0 | 0–1 | 0–2 | 1–0 | 1–1 | 4–1 |
| Constància       | 4–2 | 1–0 | 0–1 | 3–3 | —   | 2–0 | 3–1 | 2–1 | 3–1 | 2–2 | 1–1 | 0–2 | 2–1 | 5–1 |
| Cultural Leonesa | 3–0 | 1–0 | 1–2 | 3–1 | 4–3 | —   | 2–3 | 3–1 | 1–3 | 6–2 | 2–0 | 0–2 | 2–2 | 3–0 |
| Hèrcules         | 0–2 | 3–1 | 2–0 | 1–0 | 5–0 | 3–0 | —   | 6–1 | 1–3 | 6–1 | 4–3 | 1–0 | 1–2 | 2–0 |
| Mallorca         | 3–1 | 2–0 | 0–1 | 2–3 | 2–0 | 3–1 | 3–1 | —   | 1–1 | 5–2 | 4–2 | 2–1 | 0–0 | 3–1 |
| Ferrol           | 2–1 | 5–2 | 3–1 | 2–2 | 3–2 | 3–1 | 1–1 | 3–2 | —   | 2–1 | 2–1 | 1–1 | 4–2 | 0–2 |
| Real Santander   | 1–1 | 3–1 | 2–2 | 2–1 | 1–1 | 5–1 | 1–4 | 6–2 | 8–1 | —   | 3–0 | 5–3 | 4–1 | 6–0 |
| Real Betis       | 1–1 | 3–1 | 4–0 | 0–0 | 2–0 | 2–1 | 3–0 | 1–0 | 3–0 | 3–2 | —   | 1–3 | 5–1 | 1–0 |
| Reial Societat   | 4–0 | 5–1 | 4–3 | 2–0 | 3–1 | 4–1 | 0–0 | 1–1 | 7–1 | 4–2 | 2–1 | —   | 3–1 | 1–1 |
| Jerez            | 1–4 | 2–0 | 4–2 | 3–0 | 3–2 | 1–0 | 3–0 | 2–0 | 5–0 | 4–3 | 4–2 | 1–1 | —   | 2–2 |
| Zaragoza         | 1–4 | 3–1 | 2–0 | 4–1 | 5–1 | 4–0 | 0–1 | 3–2 | 3–1 | 2–1 | 7–1 | 2–1 | 3–2 | —   |

| Golejador          | Gols | Equip          |
| ------------------ | ---- | -------------- |
| Juan Araujo        | 22   | Jerez          |
| Francisco Lahuerta | 17   | Hèrcules       |
| Sebastián Ontoria  | 17   | Reial Societat |
| José Saras         | 17   | Real Santander |
| Joan Costa         | 14   | Alcoià         |

| Porter          | Gols | Partits | Mitjana | Equip          |
| --------------- | ---- | ------- | ------- | -------------- |
| Juan Galcerá    | 12   | 10      | 1.2     | Alcoià         |
| Cabezo          | 14   | 11      | 1.27    | Celta Vigo     |
| Román Galarraga | 34   | 26      | 1.31    | Reial Societat |
| Roberto García  | 24   | 16      | 1.5     | Hèrcules       |
| Ramon Casafont  | 21   | 14      | 1.5     | Real Betis     |

## Promoció d'ascens
| 17 de juny de 1945 | Celta Vigo                                 | 4-1     | Granada    | Madrid                          |  |
|                    | Fuentes 37' · Pahiño 47', 74' · Aretio 85' | Informe | Nicola 76' | Metropolitano · González Díaz · |  |

## Promoció de descens
| 24 de juny de 1945 | Real Córdoba                | 3-2     | Constància             | Madrid                      |  |
|                    | Yeto 58' · Manolín 78', 84' | Informe | Sanz 46' · Vergara 52' | Chamartín · González Díaz · |  |

## Resultats finals
- Campió: CE Alcoià.
- Ascens a Primera divisió: CE Alcoià, Hèrcules CF, Celta de Vigo.
- Descens a Segona divisió: Granada CF, CE Sabadell CF, RC Deportivo de La Coruña.
- Ascens a Segona divisió: Gimnàstic de Tarragona, UD Salamanca, RCD Córdoba.
- Descens a Tercera divisió: CE Constància, Cultural y Deportiva Leonesa, Barakaldo CF.